# Dům sebevraha a Dům matky sebevraha
Dům sebevraha a Dům matky sebevraha (anglicky The House of the Suicide a The House of the Mother of the Suicide) jsou umělecká díla na pomezí plastik a staveb (structures) amerického architekta Johna Hejduka. Jsou věnovaná památce Jana Palacha, který se 16. ledna 1969 upálil v horní části pražského Václavského náměstí v Praze. Inspirací se Hejdukovi stala báseň Davida Shapiro s názvem Pohřeb Jana Palacha (The Funeral of Jan Palach) z roku 1969. Poprvé plastiky realizovala v letech 1986–1990 skupina studentů Georgia Institute of Technology v Atlantě pod vedením Jamese Wiliamsona a umístila je v hale institutu. V září 1991 během své návštěvy v Praze daroval John Hejduk plastiky prezidentu Václavu Havlovi a československému lidu. Jejich dřevěné makety byly při té příležitosti postaveny na Pražském hradě, odkud byly po roce 2000 odstraněny. Od té doby se několikrát uvažovalo o definitivním umístění plastik, například v areálu Českého vysokého učení technického v Praze 6. Definitivně byly provedeny z oceli až v roce 2015 a umístěny na pražském Alšově nábřeží. Hrana čtvercového půdorysu obou staveb má délku 2,7 metru, výška včetně hrotů je 7,3 metru. Slavnostní odhalení proběhlo 16. ledna 2016 za přítomnosti Hejdukovy dcery Renaty.

## Popis
Jedná se o dva hranoly o rozměrech 2,8 × 2,8 × 3,65 m. Ze střechy hranolů vystupuje 7 × 7 (tedy 49) jehlanovitých hrotů, které jsou u Domu sebevraha vějířovitě rozvětveny; u Domu matky sebevraha stojí svisle a horní podstavu tvoří skleněné destičky, kterými přichází do interiéru světlo. Celková výška činí 7,3 metru. Do Domu matky sebevraha lze navíc vstoupit. Na zadní straně jsou posuvná dvířka, nad kterými je malé okénko. Uvnitř je proti vstupu malé pódium, přístupné po třech schůdcích. Návštěvník pak může pohlédnout „očima matky na syna“.

### Materiál
První realizace byla zhotovena ze dřeva (hranol) a plechu (hroty). Druhá realizace byla zhotovena ze dřevěných hranolů pokrytých dřevotřískovými deskami, hroty byly zhotoveny z prken. Povrchová úprava byla nátěr černou (matka) a šedou (syn) barvou.
Při třetí realizaci je nosná konstrukce z oceli. Dům matky má plášť a hroty z cortenu; Dům syna je zhotoven z nerezové oceli upravené tryskáním skleněnými broky.

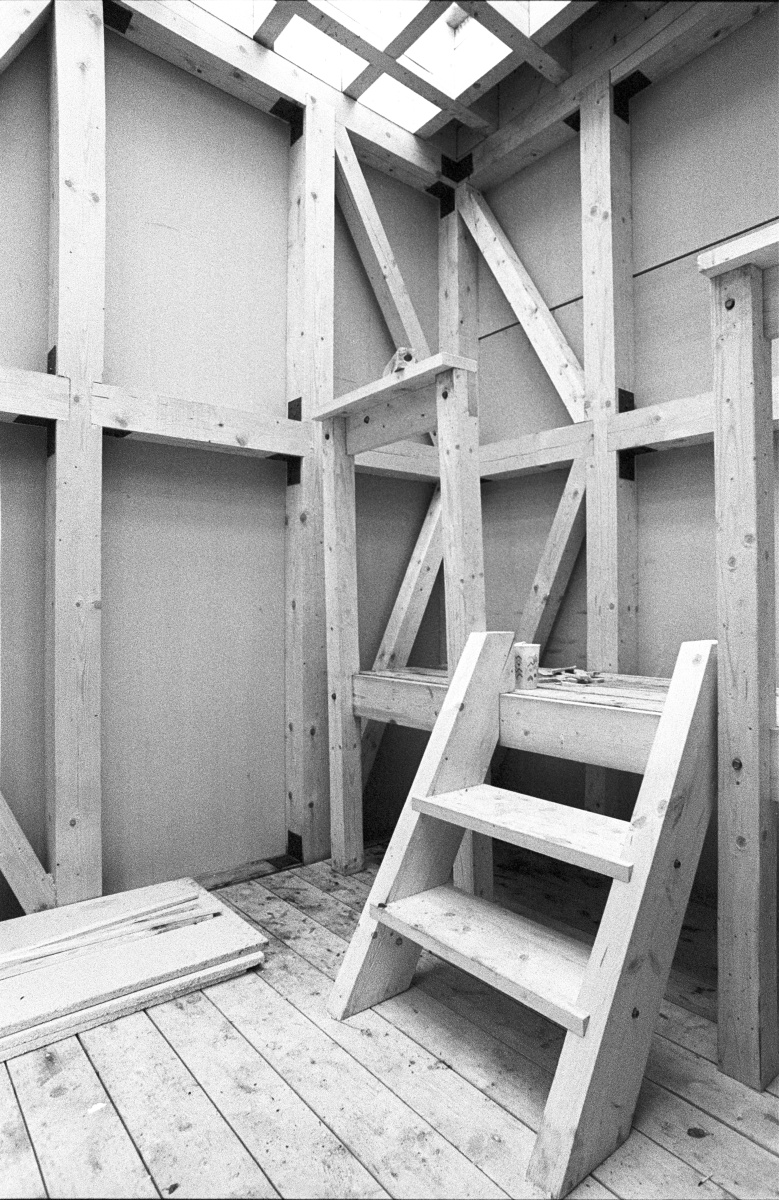
Interiér Domu matky sebevraha s pódiem, před montáží střešních hrotů (druhá realizace)
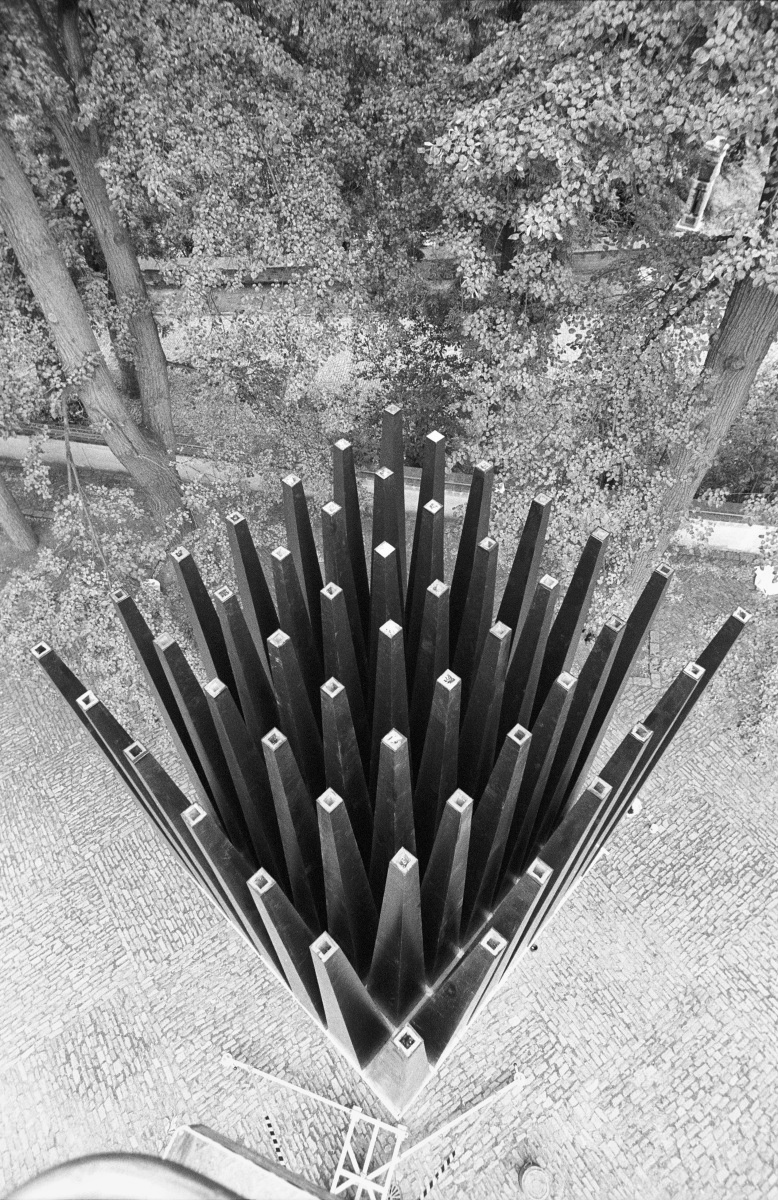
Pohled shora na Dům matky (druhá realizace)
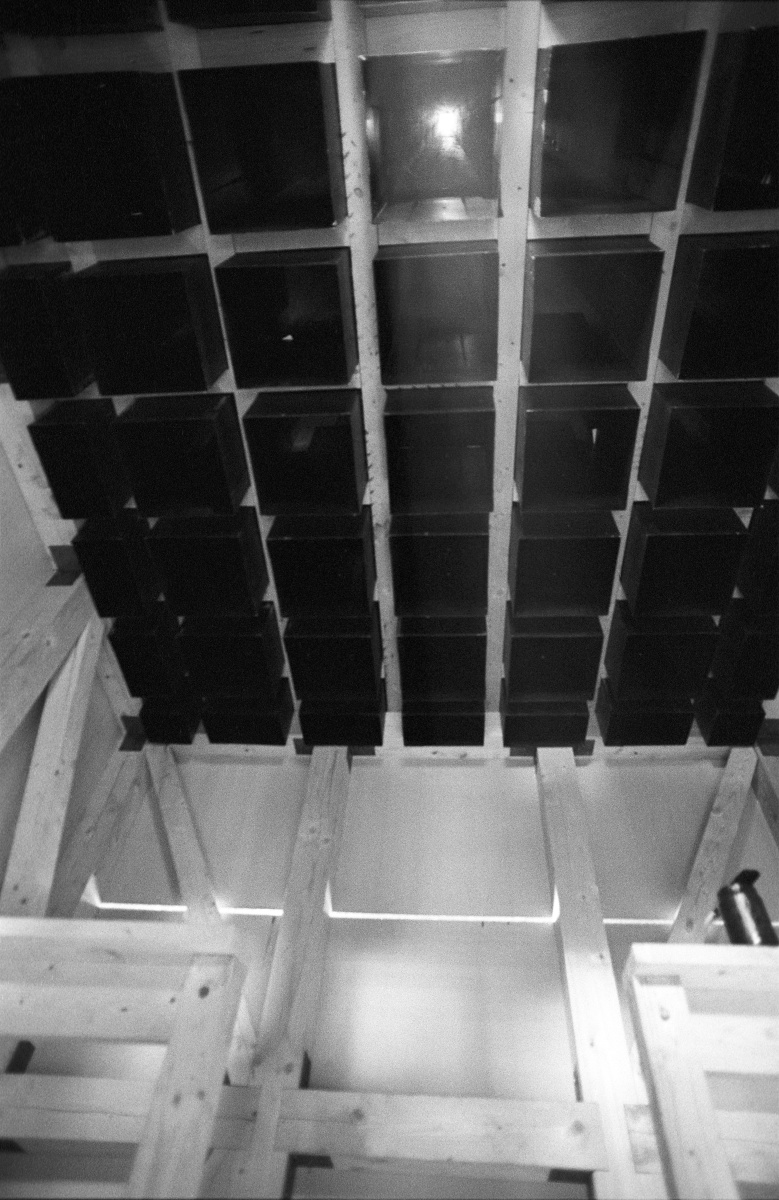
Světlo přichází střešními hroty do Domu matky (druhá realizace)

## Inspirace

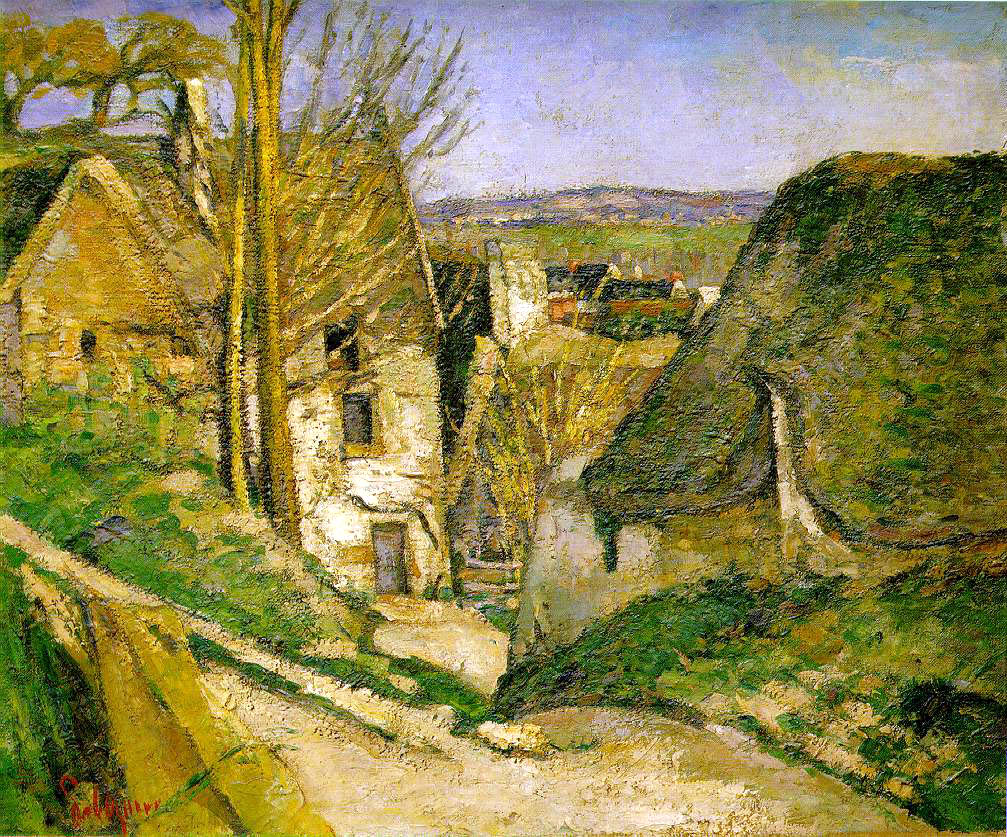
Obraz Paula Cézana La Maison du pendu z roku 1873 – první inspirace plastik.

První inspirací byl Cézannův obraz Dům oběšence v Auvers (La maison du pendu, Auvers-sur-Oise) z roku 1873, na kterém trčí nad opuštěným domem k nebi suché větve stromů. Další inspirací byla báseň Davida Shapiro s názvem Pohřeb Jana Palacha (The Funeral of Jan Palach) z roku 1969, která dala projektu nový význam. První náčrty stavby Dům sebevraha vznikly v letech 1980–1982 v rámci cyklu Masky (Masques) a jsou publikovány spolu s jinými například v knize Maska Medúzy (Mask of Medusa). Sám autor tyto své práce nazýval stavbami (structures), které „…jsou menší než budovy, větší než modely, více než plastiky a kombinují aspekty všech tří“. I když tyto Hejdukovy stavby nebyly určeny k realizaci, našly se v různých místech světa skupiny nadšenců, kteří je provedli (Londýn, 1986, Oslo 1989, Philadelphia, Milano a další), tyto realizace byly ale zatím vždy dočasné. Palachův pomník v Praze je první Hejdukovou stavbou trvale umístěnou ve veřejném prostoru.

## První realizace
Dům sebevraha a Dům matky sebevraha byly poprvé realizovány v letech 1986–1990 skupinou studentů Georgia Institute of Technology v Atlantě pod vedením Jamese Wiliamsona. Objekty byly umístěny v hale institutu.

## Druhá realizace

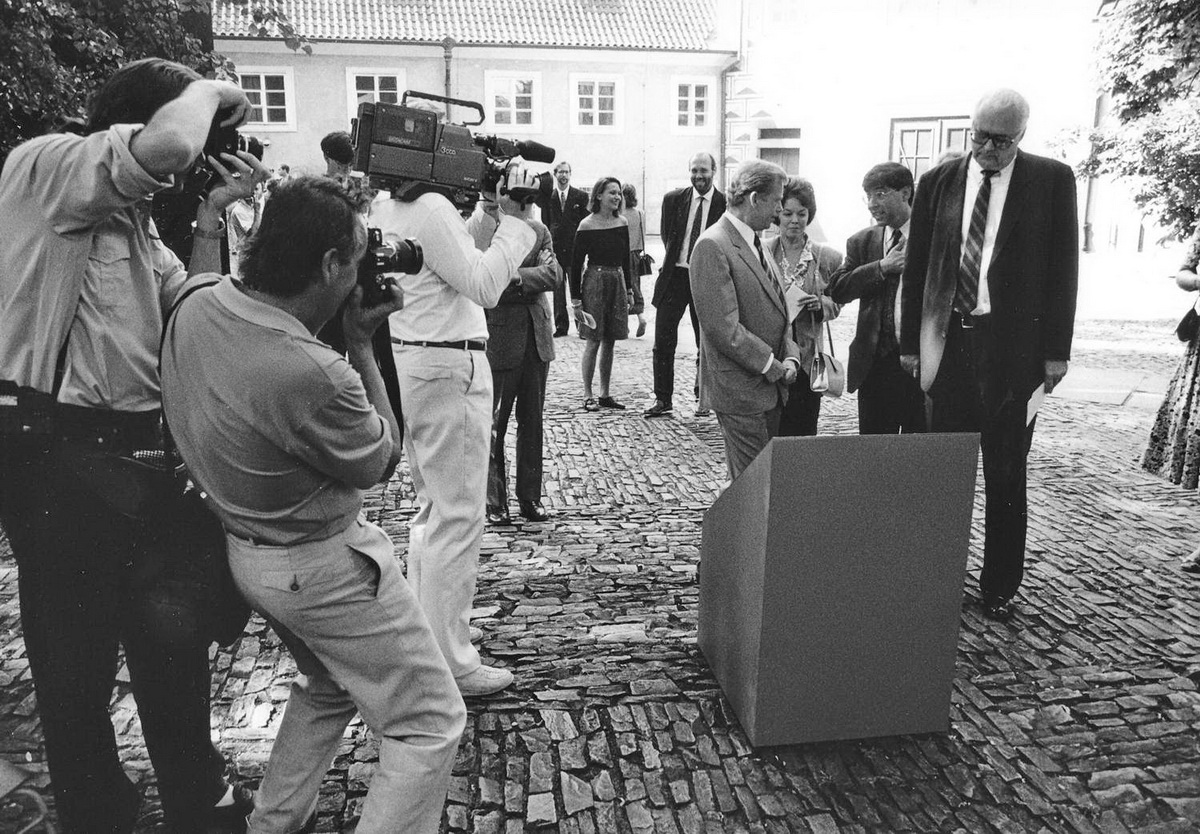
Předání staveb Dům pro sebevraha a Dům pro matku sebevraha Václavu Havlovi, Pražský hrad, 3. září 1991, Václav Havel, Shirley Temple Black, David Shapiro, John Hejduk

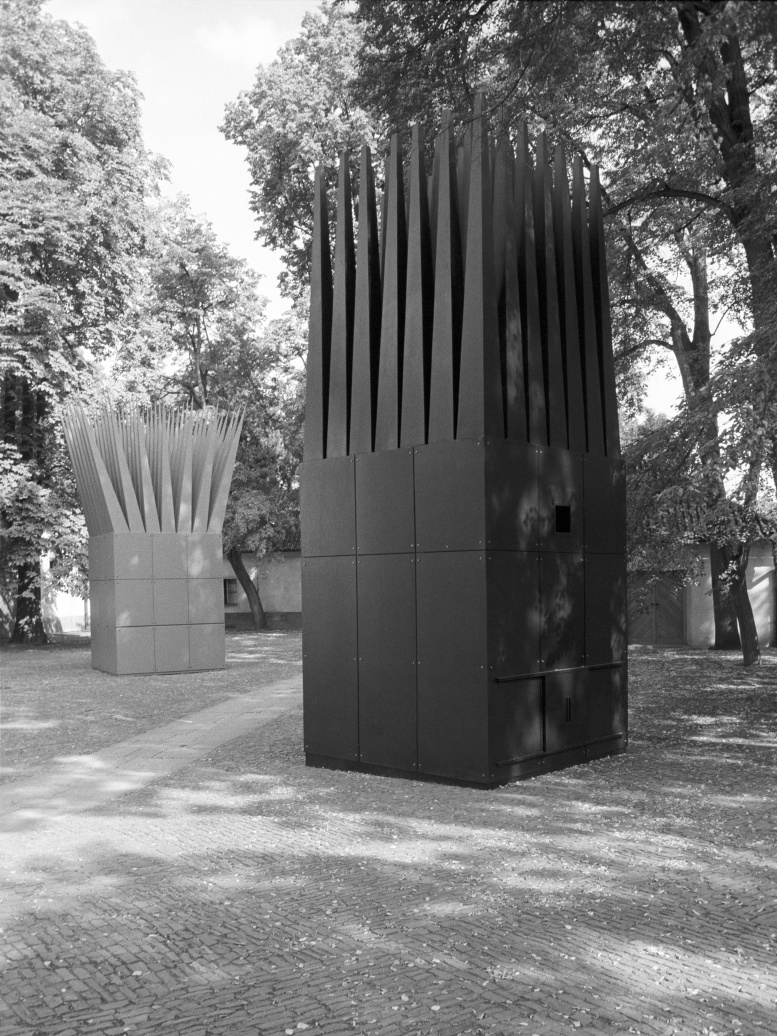
John Hejduk: Dům sebevraha a Dům matky sebevraha, Pražský hrad, září 1991

V roce 1991 navštívil John Hejduk na pozvání prezidenta Václava Havla Prahu. Součástí jeho návštěvy byly dvě výstavy: John Hejduk – práce v Míčovně Pražského hradu a výstava fotografky Hélène Binet Příbuzní / Relatives (fotografie děl Johna Hejduka) v Galerii Jaroslava Fragnera. Kurátorkou obou výstav byla Alena Hanzlová s pomocí architekta a pedagoga Thomase Müllera, který na Cooper Union v té době působil jako hostující profesor a Hejdukův spolupracovník. Za Kancelář prezidenta ČSFR se na přípravě akce podíleli Miroslav Masák a Ivona Reimanová.
Dalšími doprovodnými akcemi se stal slavnostní akt předání (dedikace) plastik Dům pro sebevraha a Dům pro matku sebevraha (The House of the Suicide and the House of the Mother of the Suicide) dne 3. září 1991 na Pražském hradě, kterého se zúčastnil prezident Václav Havel a velvyslankyně Spojených států amerických v Československu Shirley Temple-Black, a mezinárodní seminář Johna Hejduka a Davida Shapiro dne 6. září 1991 v Thurn-Taxisovském paláci, tehdejším sídle Obce architektů.
Stavby provedla provizorně ze dřeva truhlářská firma Petra Havlíčka z Vítějevsi na Svitavsku, a to na prostranství u stájového dvora (čp. 49) nedaleko Míčovny. Na realizaci dohlíželi James Wiliamson a Hejdukova blízká spolupracovnice, editorka a grafička jeho publikací Kim Shkapich. Stavby byly z Pražského hradu po roce 2000 pro zchátralý stav odstraněny.

## Třetí realizace

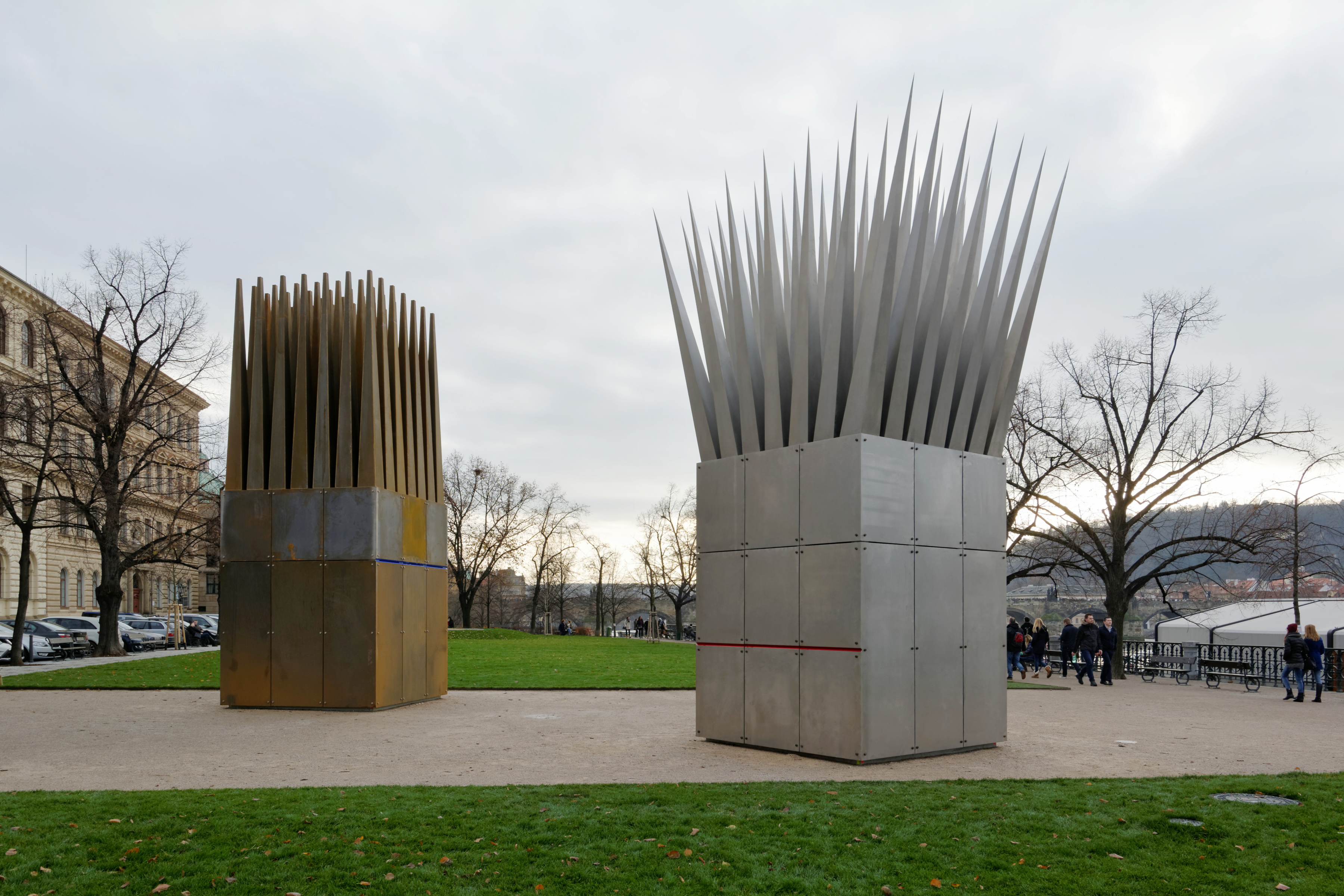
Dům sebevraha (vpravo) a Dům matky sebevraha (vlevo), Alšovo nábřeží, 2015

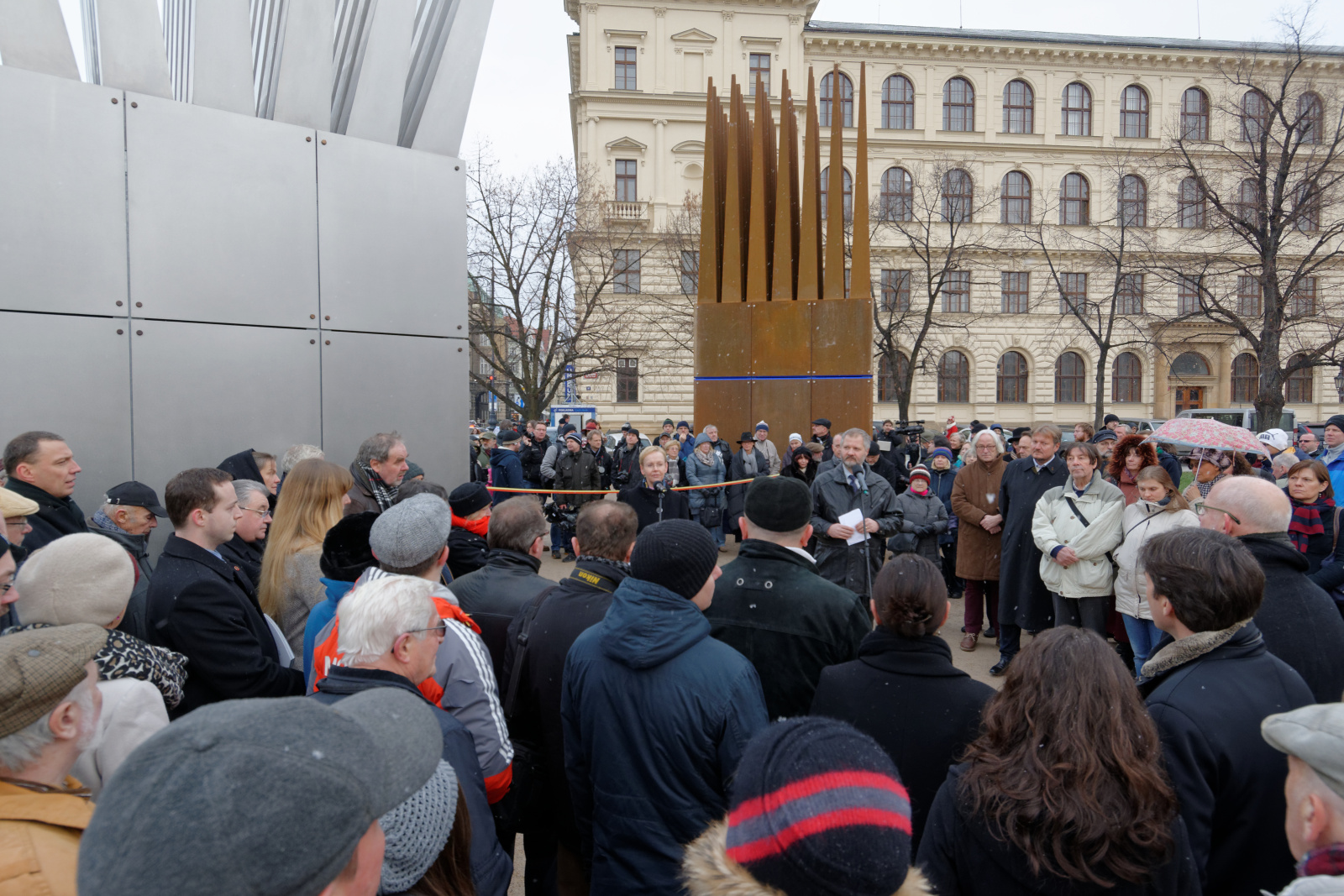
Slavnostní odhalení pomníku dne 16. ledna 2016, proslov Václava Hampla.

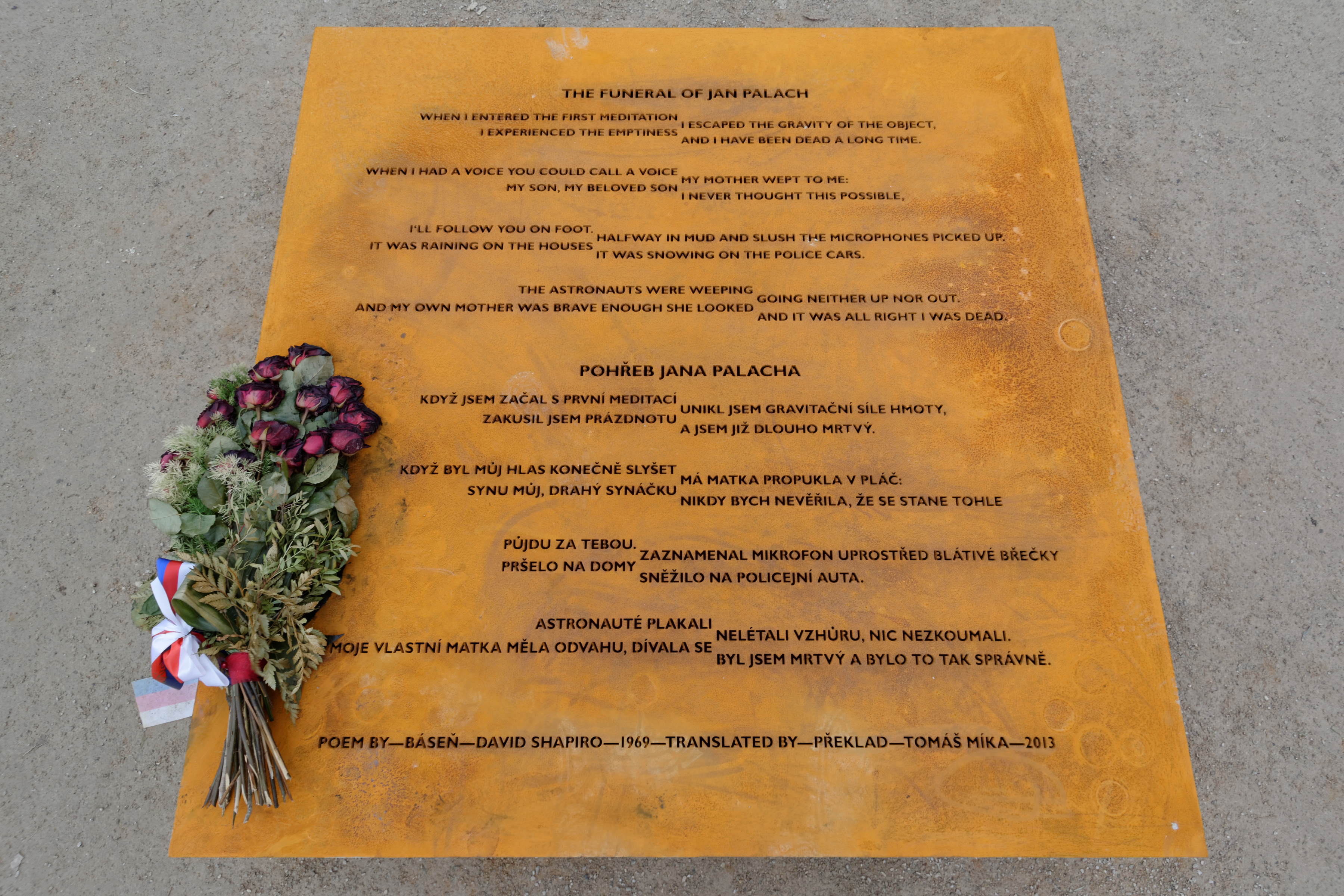
Deska s básní Davida Shapiro „Pohřeb Jana Palacha“, překlad Tomáš Míka.

O definitivním umístění staveb bylo v Praze uvažováno několikrát. O jejich obnovení se uvažovalo v posledních letech v rámci novostavby budovy fakulty architektury ČVUT v Praze. Realizovaný projekt Aleny Šrámkové počítal s jejich umístěním na vstupním nádvoří.
Stavby byly také součástí vítězného soutěžního projektu ateliéru Cígler Marani Architects pro řešení nástupního prostoru nové budovy ČVUT z roku 2010. Porota ale umístění staveb v tomto místě vzhledem k jeho charakteru nedoporučila.
Ve vítězném návrhu architektonické soutěže Úpravy Palachova náměstí s Alšovým nábřežím v roce 2002 od architektů Václava Králíčka a Stanislava Makarova počítali autoři rovněž s umístěním Hejdukových plastik. Nejprve bylo navrženo jejich umístění ve středu náměstí Jana Palacha, definitivní projekt už je situuje do jižní části Alšova nábřeží.
Dne 18. ledna 2012 schválil výbor pro kulturu pražského Magistrátu záměr výstavby pomníku Jana Palacha podle Hejdukovy dokumentace na Alšově nábřeží v Praze 1 vedle budovy Vysoké školy uměleckoprůmyslové.
Na jaře 2014 byla realizací pomníku pověřena Galerie hlavního města Prahy. Čtvercový půdorys obou staveb má rozměry 2,8 × 2,8 metru. Výška včetně hrotů je 7,3 metru. Autorský dohled prováděl profesor architektury na Cornell University ve státě New York James Williamson (podobně jako u první i druhé realizace). Prováděcí dokumentaci zhotovil architektonický ateliér MCA pod vedenim Ing. arch. Miroslava Cikána, který provedl i celkovou úpravu jižní části Alšova nábřeží. Stavby z nerezové oceli (Dům syna) a z cortenu (Dům matky) vyrobila firma KRUNTORÁD metal design z Chotěboře. Aby corten získal svou „rezovitou“ barvu a strukturu, potřebuje několik týdnů vyzrávat na místě trvalého osazení, pomník proto na místě realizace skrytě dozrával už měsíc před samotnou prezentací.
Slavnostní uvedení Pomníku Jana Palacha do veřejného prostoru proběhlo 16. ledna 2016. Slavnosti se zúčastnili Renata Hejduk (dcera Johna Hejduka), velvyslanec Spojených států amerických Andrew Schapiro, velvyslanec Izraele Gary Koren, kardinál Dominik Duka, primátorka Adriana Krnáčová, bývalý rektor Univerzity Karlovy Václav Hampl, děkanka filosofické fakulty Mirjam Friedová, Miroslav Cikán a další hosté.
Při této příležitosti uspořádaly Galerie hlavního města Prahy a Filozofická fakulta Univerzity Karlovy v Praze výstavu Pomník Jana Palacha na Alšově nábřeží / DŮM MATKY A DŮM SYNA / Dokumentační výstava o vzniku a stavbě pomníku Jana Palacha v Praze, jeho tvůrcích a prototypech. Dále proběhly přednášky Jamese Williamsona a Davida Shapiro na Filozofické fakultě Univerzity Karlovy a pietní akt u busty Jana Palacha na budově fakulty. V současné době není možné do staveb z technických důvodů vstoupit.

### Název staveb
Původní název děl The House of the Suicide and The House of the Mother of the Suicide je do češtiny překládán jako Dům pro sebevraha a Dům pro matku sebevraha nebo také Dům sebevraha a Dům matky sebevraha. Pro třetí realizaci byly plastiky přejmenovány na Dům syna a Dům matky. Důvod přejmenování nebyl oficiálně oznámen.

## Čtvrtá realizace
V roce 2017 byly makety obou plastik postaveny na nově upraveném náměstí Cooper Square Plaza v New Yorku. Jednalo se o dočasnou expozici (březen–červen 2017), která měla vzdát poctu Janu Palachovi a připomenout dílo Johna Hejduka.  Plastiky byly vyrobeny stejnou technologií, jako při první realizaci v Atlantě v roce 1986, dolní části jsou ze dřeva, hroty z plechu. Současně proběhla výstava fotografií Hejdukovývh plastik od Hélène Binet.